# Scirpus kunkelii
Scirpus kunkelii är en halvgräsart som beskrevs av Manuel Barros. Scirpus kunkelii ingår i släktet skogssävssläktet, och familjen halvgräs. Inga underarter finns listade i Catalogue of Life.